# Centistes paupella
Centistes paupella är en stekelart som först beskrevs av Roy D. Shenefelt 1969.  Centistes paupella ingår i släktet Centistes och familjen bracksteklar. Inga underarter finns listade.